# Мисри (коммуна)
Мисри́ (фр. Missery) — коммуна во Франции, находится в регионе Бургундия. Департамент коммуны — Кот-д’Ор. Входит в состав кантона Преси-су-Тий. Округ коммуны — Монбар.
Код INSEE коммуны — 21417.

## Население
Население коммуны на 2010 год составляло 107 человек.
| 1962 | 1968 | 1975 | 1982 | 1990 | 1999 | 2010 |
| ---- | ---- | ---- | ---- | ---- | ---- | ---- |
| 156  | 142  | 124  | 110  | 105  | 89   | 107  |

## Экономика
В 2010 году среди 63 человек трудоспособного возраста (15—64 лет) 38 были экономически активными, 25 — неактивными (показатель активности — 60,3 %, в 1999 году было 62,0 %). Из 38 активных жителей работали 37 человек (21 мужчина и 16 женщин), безработной была 1 женщина. Среди 25 неактивных 2 человека были учениками или студентами, 20 — пенсионерами, 3 были неактивными по другим причинам.